# 护宪军政府
护宪军政府是1924年吴佩孚企图成立的号称维护《中华民国宪法》（即所谓“曹锟宪法”），后由于受到各方反对而未能成立。

## 沿革
1924年10月（民国十三年），冯玉祥等人在北京發動甲子政变，推翻曹錕，吴佩孚兵败后自天津逃到汉口。当时，长江沿岸数省以直系的江苏督军齐燮元为代表，已经宣布独立於北京政府。吴佩孚于1924年11月17日发出“篠电”，组织黄河上游和长江数省的护宪军政府。该通电称，因合法国会、政府及《中华民国宪法》均失效，“亟应联合建设护宪军政府，以为对内对外之机关”，北京政府的所有政令全部无效，“所有征讨大计，惟护宪军政府是属”。还拟有《护宪军政府组织大纲》十条，内容为：

- （一）护宪军政府，因首都为贼偺据，合法之国会政府不能行使职权，宪法完全失效，联合同志各省区组织之。
- （二）护宪军政府设于武昌。
- （三）护宪军政府代表中华民国，执行对内对外一切政务。
- （四）护宪军政府根据法律上元首为海陆军大元帅之义，于大元帅之下设置元帅。凡各省区之巡阅使、督军、督理、督办、都统、海军总司令皆为元帅。
- （五）元帅采合议制，设元帅会议。―切军政事务以元帅会议行之。元帅会议设正副主任各一人，由各元帅互选之。
- （六）元帅不能出席元帅会议，得派代表一人代行其职权。
- （七）护宪军政府于元帅会议之下，设内务、外交、军政、财政、交通五部。毎部设部长、次长各一人，其组织及职务另定之。
- （八）护宪军政府至宪法效力回复、护宪目的完全达到之日，应即撤销。
- （九）本大纲有未尽事宜，由元帅会议随时修改之。
- （十）本大纲自宣布之日施行。

“篠电”以豫、秦、蜀、蘇、浙、鄂、皖、贛、閩、粵10省及海军首领共21人的名义发出，这21人包括齐燮元、孙传芳、萧耀南、刘镇华、吴新田、吴佩孚、杜锡珪、马联甲、蔡成勋、周荫人、萨镇冰、张福来、李济臣、刘存厚、刘湘、杨森、袁祖铭、黄毓成、金汉鼎、林虎、洪兆麟，但其中多为盗名，比如粤军林虎很快便通电予以否认。江苏督军齐燮元不同意成立护宪军政府，而提出另行组织“联省海陆军训练总司令部”，并由江苏省省长韩国钧通电反对护宪。孙传芳、萧耀南等称“组织护宪军政府通电，事先未十分同意，此后另图补救”。各省民众团体也纷表反对。由于护宪军政府成立希望渺茫，吴佩孚不得不于11月19日离开武汉，趕赴洛阳，不久到鸡公山隐居。